# إدوارد أمبروز دايسون
إدوارد أمبروز دايسون (بالإنجليزية: Edward Ambrose Dyson)‏ هو رسام كارتون أسترالي، ولد في 1876، وتوفي في 1913.